# Euaspis basalis
Euaspis basalis là một loài ong trong họ Megachilidae. Loài này được Ritsema miêu tả khoa học đầu tiên năm 1874.